# Lohmannia carolensis
Lohmannia carolensis är en kvalsterart som beskrevs av Norton, Metz och Sharma 1978. Lohmannia carolensis ingår i släktet Lohmannia och familjen Lohmanniidae. Inga underarter finns listade i Catalogue of Life.